# Јарко Тапола
Јарко Тапола (фин. Jarkko Tapola; Хелсинки, 5. мај 1944) је бивши фински атлетичар специјалиста за спринтерске дисциплине, који је представљао Финску на такмичењима крајем 1960-их и почетком 1970-их година. Најбољи пласман на великим такмичењима постигао је на Европском првенству у дворани 1970. у Бечу, где је у дисциплини трчања на 60 м освојио бронзану медаљу (6,7) иза победника Валерија Борзова (6,6) и другопласираног Зенона Новоша (6,7).